# Hémozoïne
L’hémozoïne est aussi appelé « pigment malarique » ou « pigment lacustre ». La formation de l'hémozoïne caractérise la présence de plasmodium (parasite causant la malaria).
Il s'agit d'un dimère qui apparaît lors de la dégradation de la cellule hôte (une hématie) par le parasite. En effet, le parasite utilise les acides aminés de la globine (voir hémoglobine) afin de produire des protéines en vue de se reproduire. Néanmoins, la structure moléculaire relativement complexe construite autour d'un atome de fer que l'on trouve dans les globines de l'hématie lui est potentiellement toxique. Le parasite l'évacue donc en couplant ces groupements héminiques (cf. hèmes) entre eux et en les chassant de la vacuole alimentaire. C'est l'association de ces groupements héminiques qui forme une molécule d'hémozoïne.
Des molécules comme la chloroquine permettent d'empêcher la cristallisation des groupes hèmes en s'y liant. Ces derniers restent toxiques pour le parasite et s'accumulent, finissant par le tuer. La chloroquine est dès lors utilisée dans le traitement antipaludique. 
L'hémozoïne circule dans l'organisme et finit par atteindre l'hypothalamus dont elle perturbe le fonctionnement. Elle est ainsi responsable des très fortes fièvres qui accompagnent la malaria et qui peuvent déboucher sur une hyperpyrexie. L'augmentation du nombre de plasmodium dans l'organisme augmente le taux d'hémozoïne dans le sang et aggrave donc les fièvres.